# Fußball-Club 08 Homburg/Saar 2021-2022
Questa voce raccoglie le informazioni riguardanti il Fußball-Club 08 Homburg/Saar nelle competizioni ufficiali della stagione 2021-2022.

## Stagione
Nella stagione 2021-2022 l'Homburg, allenato da Timo Wenzel, concluse il campionato di Regionalliga sudovest al 6º posto.

## Rosa
| N. |                          | Ruolo | Calciatore         |
| -- | ------------------------ | ----- | ------------------ |
| 1  | Germania (bandiera)      | P     | David Salfeld      |
| 2  | Germania (bandiera)      | D     | Shako Onangolo     |
| 4  | Germania (bandiera)      | D     | Jannis Reuss       |
| 6  | Germania (bandiera)      | D     | Tim Stegerer       |
| 7  | Germania (bandiera)      | C     | Patrick Lienhard   |
| 8  | Italia (bandiera)        | C     | Daniel di Gregorio |
| 9  | Corea del Sud (bandiera) | A     | Seong-hoon Cheon   |
| 10 | Germania (bandiera)      | A     | Patrick Dulleck    |
| 11 | Germania (bandiera)      | A     | Markus Mendler     |
| 13 | Germania (bandiera)      | C     | Philipp Hoffmann   |
| 15 | Germania (bandiera)      | D     | Jonas Scholz       |
| 17 | Germania (bandiera)      | C     | Marco Hingerl      |
| 18 | Germania (bandiera)      | D     | Philipp Schuck     |
| 19 | Germania (bandiera)      | C     | Loris Weiss        |
| 20 | Germania (bandiera)      | C     | Mika Gilcher       |
| 21 | Germania (bandiera)      | D     | Luca Plattenhardt  |

| N. |                        | Ruolo | Calciatore       |
| -- | ---------------------- | ----- | ---------------- |
| 22 | Germania (bandiera)    | C     | Serkan Göcer     |
| 23 | Germania (bandiera)    | D     | Stefano Maier    |
| 24 | Kazakistan (bandiera)  | D     | Ivan Sachanenko  |
| 25 | Francia (bandiera)     | A     | Mounir Bouziane  |
| 26 | Austria (bandiera)     | A     | Thomas Gösweiner |
| 27 | Polonia (bandiera)     | P     | Krystian Woźniak |
| 28 | Germania (bandiera)    | P     | Niklas Knichel   |
| 29 | Germania (bandiera)    | C     | Mart Ristl       |
| 30 | Paesi Bassi (bandiera) | A     | Abdul Sankoh     |
| 31 | Germania (bandiera)    | C     | Niklas Doll      |
| 32 | Germania (bandiera)    | C     | Corvin Ayers     |
| 33 | Germania (bandiera)    | D     | Mehmet Bagci     |
| 35 | Germania (bandiera)    | C     | Joel Ebler       |
| 36 | Germania (bandiera)    | A     | Dominik Kaiser   |
| 37 | Germania (bandiera)    | P     | Lukas Hoffmann   |
| 38 | Germania (bandiera)    | C     | Jonas Ercan      |

## Organigramma societario
Area tecnica
- Allenatore: Timo Wenzel
- Allenatore in seconda: Sven Sökler, Joti Stamatopoulos
- Preparatore dei portieri: Enver Marina
- Preparatori atletici:
- Analisi video:

## Calciomercato

### Sessione estiva
| Acquisti | Acquisti         | Acquisti             | Acquisti |
| R.       | Nome             | da                   | Modalità |
| -------- | ---------------- | -------------------- | -------- |
| A        | Seong-hoon Cheon | Augusta              |          |
| P        | Krystian Woźniak | Borussia Dortmund II |          |
| A        | Markus Mendler   | Saarbrücken          |          |

| Cessioni | Cessioni           | Cessioni         | Cessioni |
| R.       | Nome               | a                | Modalità |
| -------- | ------------------ | ---------------- | -------- |
| A        | Max Bell Bell      | Optik Rathenow   |          |
| A        | Marcel Carl        | Astoria Walldorf |          |
| P        | Mark-Patrick Redl  | SV Oberachern    |          |
| C        | Jannik Sommer      | FSV Francoforte  |          |
| D        | Maurice Springfeld | Hessen Kassel    |          |

### Sessione invernale
| Acquisti | Acquisti | Acquisti | Acquisti |
| R.       | Nome     | da       | Modalità |
| -------- | -------- | -------- | -------- |

| Cessioni | Cessioni       | Cessioni     | Cessioni |
| R.       | Nome           | a            | Modalità |
| -------- | -------------- | ------------ | -------- |
| A        | Damjan Marčeta | Rödinghausen |          |

## Risultati

### Regionalliga sudovest

#### Girone di andata
| Arbitro: | Reitermayer |

|           |           |  |
| Bozic 69’ | Marcatori |  |

| Arbitro: | Besiri |

|                                    |           |                            |
| Marčeta 46’ Scholz 64’ Mendler 90’ | Marcatori | 38’ Rühle 54’, 67’ Wähling |

| Arbitro: | Berger |

|                                                    |           |  |
| Crosthwaite 3’ Lemmer 4’ Fouley 69’ Käfferbitz 83’ | Marcatori |  |

| Arbitro: | Prigan |

|                                              |           |                                 |
| Mendler 8’ (rig.) Plattenhardt 38’ Weiss 41’ | Marcatori | 32’, 88’ Proschwitz 76’ Guthörl |

| Arbitro: | Greef |

|                               |           |  |
| Starostzik 6’, 52’ Flotho 87’ | Marcatori |  |

| Arbitro: | Michels |

|                                          |           |                    |
| di Gregorio 20’ Dulleck 26’ Hoffmann 80’ | Marcatori | 71’ Stich 90’ Weik |

| Arbitro: | Satriano |

|            |           |                         |
| Mizuta 47’ | Marcatori | 4’ Hoffmann 28’ Mendler |

| Arbitro: | Ulbrich |

|            |           |  |
| Schuck 77’ | Marcatori |  |

| Arbitro: | Lämmle |

|  |           |                    |
|  | Marcatori | 81’ (rig.) Mendler |

| Arbitro: | Bauer |

|                 |           |  |
| di Gregorio 90’ | Marcatori |  |

| Arbitro: | Scotece |

|                    |           |             |
| Ferdinand 72’, 87’ | Marcatori | 23’ Mendler |

| Arbitro: | Ulbrich |

|  |           |            |
|  | Marcatori | 34’ Müller |

| Arbitro: | Schlosser |

|  |           |                         |
|  | Marcatori | 46’ Marčeta 78’ Mendler |

| Arbitro: | Hofheinz |

|             |           |  |
| Marčeta 22’ | Marcatori |  |

| Arbitro: | Dingler |

|                                     |           |                                            |
| Karataş 7’ Frölich 63’ Lewerenz 77’ | Marcatori | 41’, 61’ (rig.) Mendler 83’ (rig.) Dulleck |

| Homburg 31 ottobre 2021, ore 14:00 CEST 16ª giornata | Homburg | 0 – 0 referto | Stoccarda II | Waldstadion Homburg (1 085 spett.)\| Arbitro: \| Safi \| |
| Arbitro:                                             | Safi    |               |              |                                                          |

| Arbitro: | Greef |

|           |           |                                      |
| Güclü 60’ | Marcatori | 18’ Hingerl 73’ Stegerer 76’ Mendler |

| 13 novembre 2021 18ª giornata |  | – turno di riposo |  |  |

#### Girone di ritorno
| Arbitro: | Brombacher |

|                         |           |                   |
| Mendler 22’, 74’ (rig.) | Marcatori | 38’ Schnellbacher |

| Arbitro: | Michel |

|  |           |          |
|  | Marcatori | 2’ Deniz |

| Arbitro: | Forster |

|                     |           |                         |
| Reichert 55’ (rig.) | Marcatori | 22’ Dulleck 63’ Mendler |

| Arbitro: | Lämmle |

|                 |           |            |
| di Gregorio 87’ | Marcatori | 36’ Lemmer |

| Arbitro: | Wacker |

|              |           |                    |
| Ott 18’, 25’ | Marcatori | 83’ (rig.) Mendler |

| Arbitro: | Kief |

|              |           |           |
| Bouziane 75’ | Marcatori | 88’ Iksal |

| Arbitro: | Schöller |

|                               |           |           |
| Carl 45’, 70’ Hillenbrand 85’ | Marcatori | 90’ Cheon |

| Arbitro: | Reitermayer |

|                             |           |                     |
| Mendler 8’, 36’ Dulleck 52’ | Marcatori | 69’ Wanner 75’ Jung |

| Arbitro: | Ulbrich |

|  |           |                                      |
|  | Marcatori | 11’ Mendler 49’ Stegerer 66’ Dulleck |

| Arbitro: | Satriano |

|                        |           |                   |
| Dulleck 43’ Schuck 67’ | Marcatori | 50’ (aut.) Schuck |

| Arbitro: | Prigan |

|              |           |             |
| Bektashi 33’ | Marcatori | 27’ Mendler |

| Homburg 26 marzo 2022, ore 14:00 CET 30ª giornata | Homburg | 0 – 0 referto | TSG Balingen | Waldstadion Homburg (767 spett.)\| Arbitro: \| Berger \| |
| Arbitro:                                          | Berger  |               |              |                                                          |

| Arbitro: | Scotece |

|                                 |           |  |
| Volz 3’, 80’ Bux 72’ Kienle 84’ | Marcatori |  |

| Homburg 5 aprile 2022, ore 19:00 CEST 32ª giornata | Homburg | 0 – 0 referto | Gießen | Waldstadion Homburg (550 spett.)\| Arbitro: \| Michel \| |
| Arbitro:                                           | Michel  |               |        |                                                          |

| Haiger 9 aprile 2022, ore 14:00 CEST 33ª giornata | Steinbach | 0 – 0 referto | Homburg | Sibre-Sportzentrum Am Haarwasen (860 spett.)\| Arbitro: \| Eckermann \| |
| Arbitro:                                          | Eckermann |               |         |                                                                         |

| Arbitro: | Schlosser |

|             |           |  |
| Mendler 72’ | Marcatori |  |

| Arbitro: | Meinhardt |

|                        |           |  |
| Faghir 27’ Polster 54’ | Marcatori |  |

| Arbitro: | Heim |

|             |           |                        |
| Bouziane 5’ | Marcatori | 68’ Gottwalt 78’ Hirst |

| Arbitro: | Alt |

|                              |           |  |
| Karger 43’ Schnellbacher 60’ | Marcatori |  |

## Statistiche

### Statistiche di squadra
| Competizione | Punti | In casa | In casa | In casa | In casa | In casa | In casa | In trasferta | In trasferta | In trasferta | In trasferta | In trasferta | In trasferta | Totale | Totale | Totale | Totale | Totale | Totale | DR |
| Competizione | Punti | G       | V       | N       | P       | Gf      | Gs      | G            | V            | N            | P            | Gf           | Gs           | G      | V      | N      | P      | Gf     | Gs     | DR |
| ------------ | ----- | ------- | ------- | ------- | ------- | ------- | ------- | ------------ | ------------ | ------------ | ------------ | ------------ | ------------ | ------ | ------ | ------ | ------ | ------ | ------ | -- |
| Regionalliga | 52    | 18      | 8       | 7       | 3       | 23      | 18      | 18           | 6            | 3            | 9            | 20           | 30           | 36     | 14     | 10     | 12     | 43     | 48     | -5 |
| Totale       | 52    | 18      | 8       | 7       | 3       | 23      | 18      | 18           | 6            | 3            | 9            | 20           | 30           | 36     | 14     | 10     | 12     | 43     | 48     | -5 |

### Andamento in campionato
| Giornata  | 1  | 2  | 3  | 4  | 5  | 6  | 7  | 8  | 9 | 10 | 11 | 12 | 13 | 14 | 15 | 16 | 17 | 18 | 19 | 20 | 21 | 22 | 23 | 24 | 25 | 26 | 27 | 28 | 29 | 30 | 31 | 32 | 33 | 34 | 35 | 36 | 37 | 38 |
| --------- | -- | -- | -- | -- | -- | -- | -- | -- | - | -- | -- | -- | -- | -- | -- | -- | -- | -- | -- | -- | -- | -- | -- | -- | -- | -- | -- | -- | -- | -- | -- | -- | -- | -- | -- | -- | -- | -- |
| Luogo     | T  | C  | T  | C  | T  | C  | T  | C  | T | C  | T  | C  | T  | C  | T  | C  | T  |    | C  | C  | T  | C  | T  | C  | T  | C  | T  | C  | T  | C  | T  | C  | T  | C  | T  | C  |    | T  |
| Risultato | P  | N  | P  | N  | P  | V  | V  | V  | V | V  | P  | P  | V  | V  | N  | N  | V  |    | V  | P  | V  | N  | P  | N  | P  | V  | V  | V  | N  | N  | P  | N  | N  | V  | P  | P  |    | P  |
| Posizione | 16 | 13 | 18 | 18 | 19 | 15 | 12 | 11 | 8 | 6  | 8  | 9  | 6  | 6  | 6  | 6  | 6  | 6  | 6  | 6  | 6  | 6  | 6  | 6  | 6  | 6  | 6  | 6  | 6  | 6  | 6  | 6  | 6  | 6  | 6  | 6  | 6  | 6  |

Legenda:

Luogo: C = Casa; T = Trasferta. Risultato: V = Vittoria; N = Pareggio; P = Sconfitta.

### Statistiche dei giocatori
| C. Ayers        | 2  | 0  | 0  | 0 |
| M. Bagci        | 2  | 0  | 0  | 0 |
| M. Bouziane     | 11 | 2  | 0  | 0 |
| S. Cheon        | 25 | 1  | 1  | 1 |
| N. Doll         | 6  | 0  | 0  | 0 |
| P. Dulleck      | 28 | 6  | 3  | 1 |
| J. Ebler        | 0  | 0  | 0  | 0 |
| J. Ercan        | 2  | 0  | 0  | 0 |
| M. Gilcher      | 7  | 0  | 0  | 0 |
| S. Göcer        | 28 | 0  | 6  | 0 |
| T. Gösweiner    | 0  | 0  | 0  | 0 |
| M. Hingerl      | 34 | 1  | 7  | 0 |
| L. Hoffmann     | 0  | 0  | 0  | 0 |
| P. Hoffmann     | 8  | 2  | 1  | 0 |
| D. Kaiser       | 0  | 0  | 0  | 0 |
| N. Knichel      | 3  | 0  | 0  | 0 |
| P. Lienhard     | 15 | 0  | 2  | 0 |
| S. Maier        | 14 | 0  | 3  | 1 |
| D. Marčeta      | 20 | 3  | 2  | 0 |
| M. Mendler      | 35 | 18 | 3  | 1 |
| S. Onangolo     | 14 | 0  | 2  | 0 |
| L. Plattenhardt | 31 | 1  | 2  | 0 |
| J. Reuss        | 11 | 0  | 1  | 0 |
| M. Ristl        | 33 | 0  | 10 | 2 |
| I. Sachanenko   | 2  | 0  | 0  | 0 |
| D. Salfeld      | 21 | 0  | 2  | 0 |
| A. Sankoh       | 14 | 0  | 3  | 0 |
| J. Scholz       | 31 | 1  | 4  | 0 |
| P. Schuck       | 32 | 2  | 5  | 0 |
| T. Stegerer     | 30 | 2  | 3  | 0 |
| L. Weiss        | 20 | 1  | 4  | 0 |
| K. Woźniak      | 13 | 0  | 1  | 1 |
| D. di Gregorio  | 20 | 3  | 9  | 0 |